# Dąbki (Darłowo)

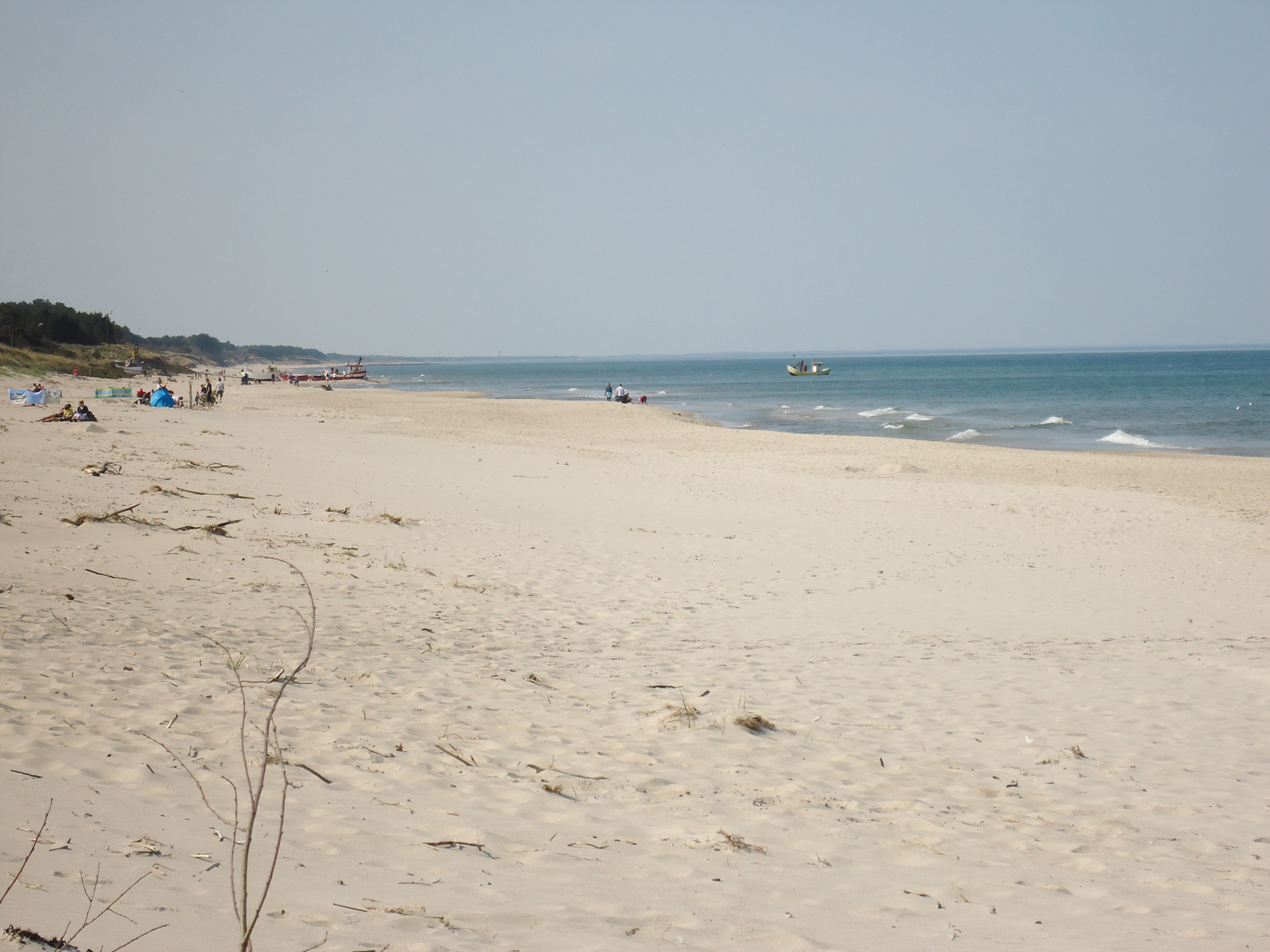
Küste

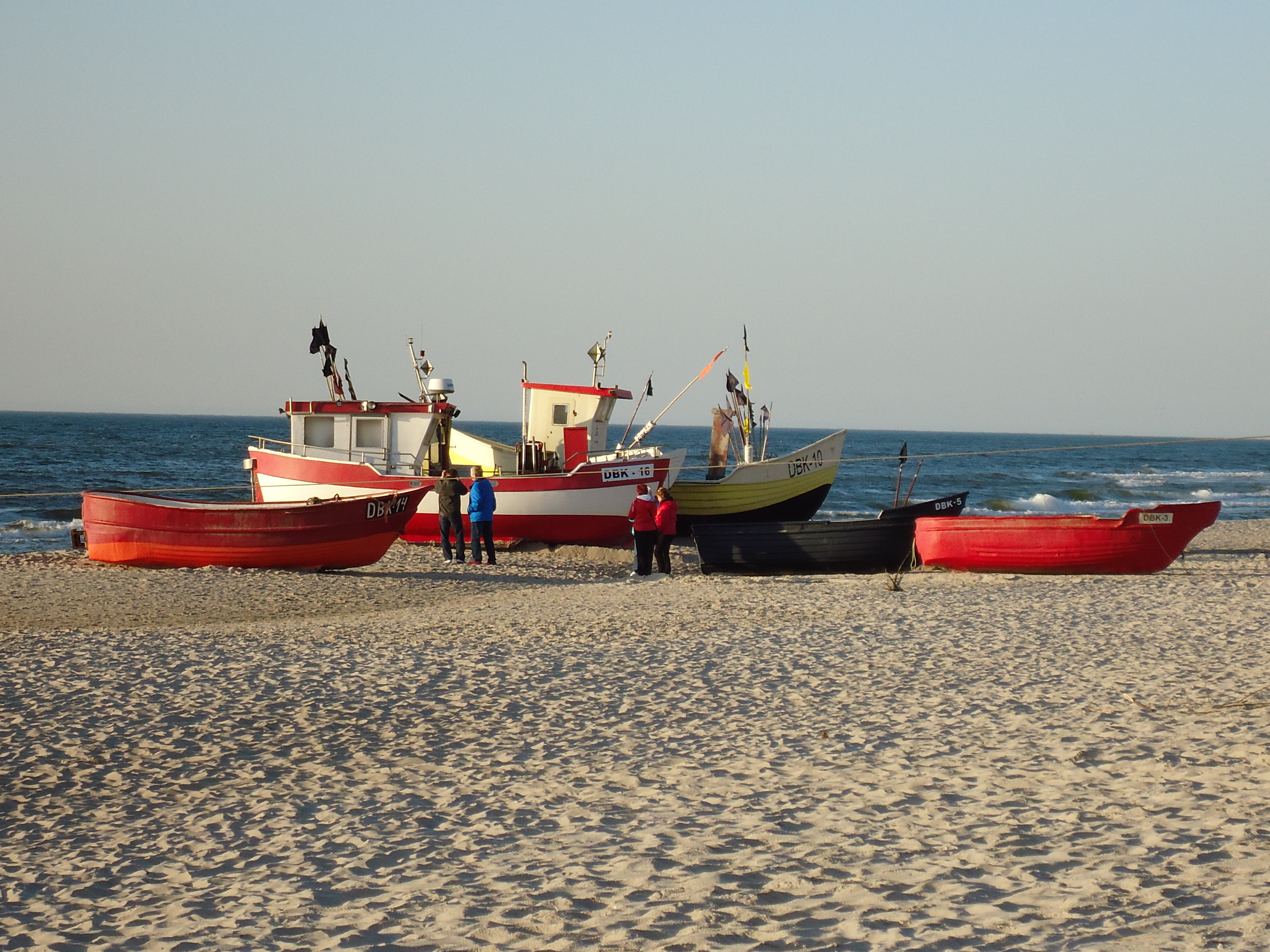
Fischkutter

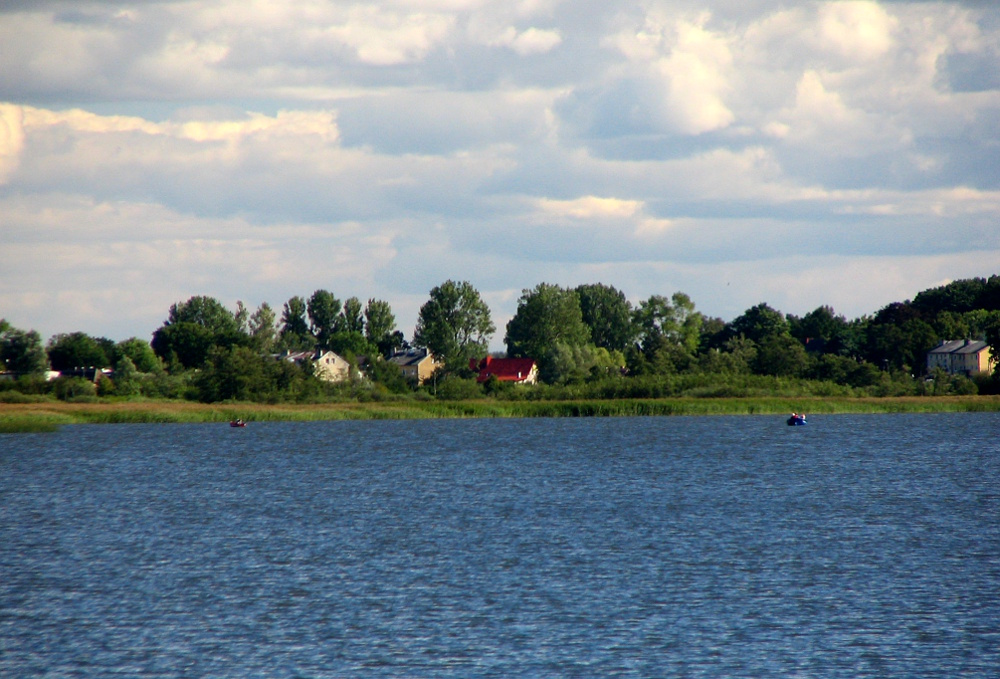
Blick vom Jezioro Bukowo

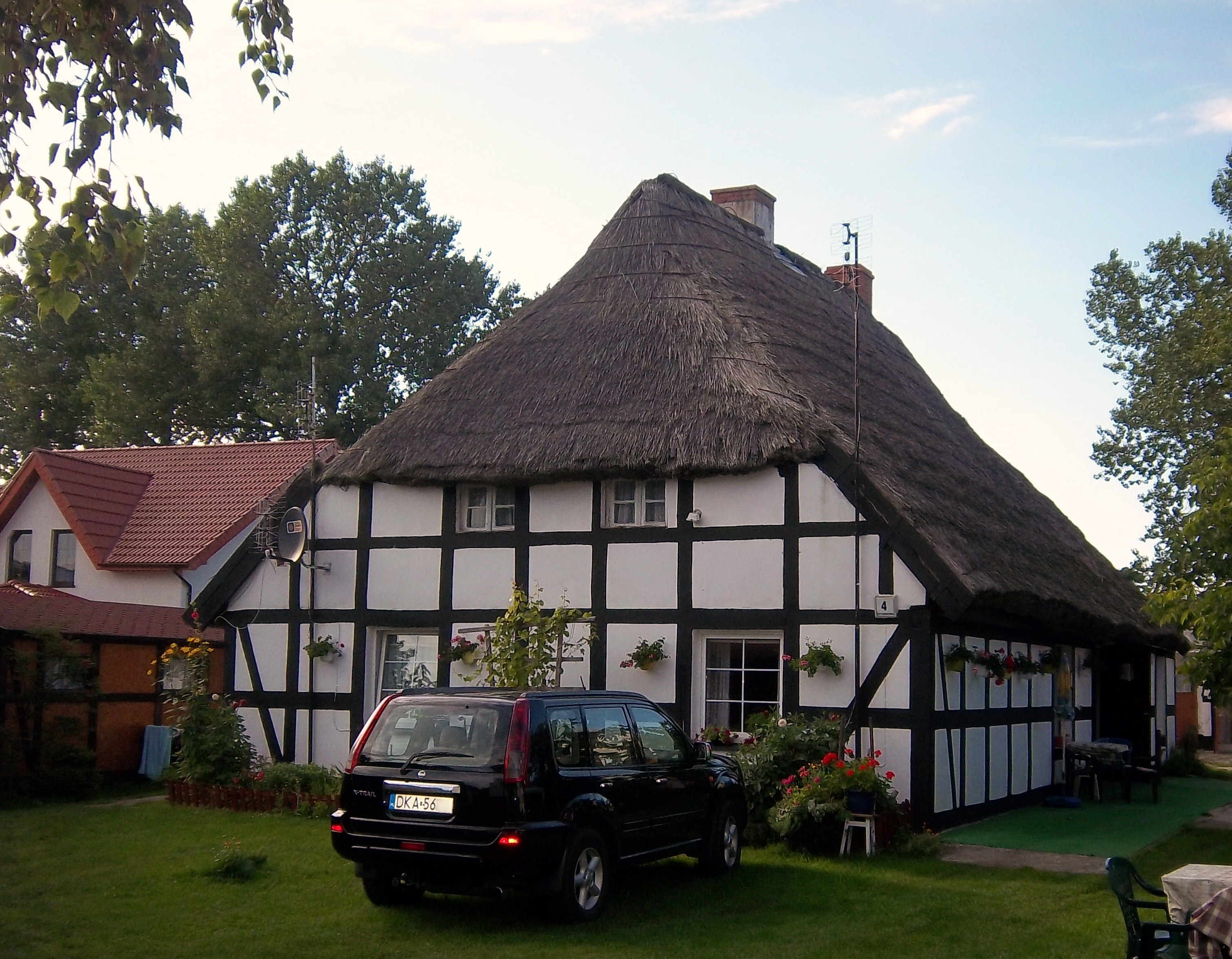
Fischerhaus aus dem 19. Jahrhundert

Dąbki ['dɔmpki] (deutsch Neuwasser) ist ein Dorf in Hinterpommern. Es gehört heute zur Landgemeinde (Gmina) Darłowo (Rügenwalde) im Powiat Sławieński (Schlawe) der polnischen Woiwodschaft Westpommern.

## Geographische Lage
Das kleine Fischer- und Bauerndorf Dąbki liegt zwischen der Nordspitze des Jezioro Bukowo (deutsch Buckower See)  und der Ostsee.
Auf einem Hügel in der Küstenniederung gelegen, ist der Ort von den Nachbargemeinden Łazy (Laase) im Westen, Bukowo Morskie (See Buckow) im Süden und Bobolin (Böbbelin) im Osten umgeben. Zum Dorf gehört die Ortschaft Dąbkowice (Damkerort), die auf der Nehrung fünf Kilometer westlich liegt.
Die weite Wiesensenke im Osten ist von zahlreichen Bächen durchzogen. Der größte ist der Nowo Rów (Neuer Graben), der den Jezioro Bukowo mit der Grabowa (deutsch Grabow) verbindet. Bis ins Mittelalter gab es hier einen inzwischen versandeten Wasserarm, den „Traht“, der den Buckower See mit der Ostsee, der Grabow und der Wieprza (Wipper) verband und mit großen Schiffen befahren werden konnte.
Die neun Kilometer lange Nehrung ist teilweise nur 100 Meter breit. Weite Rohrflächen am See und feinsandige Dünen und Strand auf der Ostseeseite sind ihr Schutz. Das früher so genannte „Buckower Deep“ verbindet den See mit dem Meer.

## Ortsname
Die deutsche Bezeichnung Neuwasser bedarf keiner Erklärung. Früher war auch die Bezeichnung Neewen Wasser oder der plattdeutsche Name Niewater verbreitet.
Der neupolnische Name „Dąbki“ lässt das slawische Wort für „Eiche“ anklingen.

## Geschichte
Die Gegend um Neuwasser gelangte zwischen 1265 und 1270 in den Besitz des Klosters Buckow. Die Zeit der Entstehung des Ortes ist nicht bekannt.
1493 legte Herzog Bogislaw X. von Pommern Grenzstreitigkeiten zwischen dem Kloster Buckow und der Stadt Rügenwalde hinsichtlich der Gemarkungsgrenzen von Neuwasser und anderen Gemeinden bei. Um 1780 hat das Dorf 26 Fischer, unter denen auch der Schulze ist, sowie 8 Büdner und ein Schulmeister.
Anfang des 20. Jahrhunderts entwickelt sich durch den sommerlichen Fremdenverkehr eine neue Erwerbsquelle: Zimmervermietungen an Badegäste, meist Stammgäste. Auch ließen sich einzelne Künstler, besonders Maler, hier nieder.
Im Jahre 1818 lebten in Neuwasser und Damkerort 302 Menschen. Ihre Zahl betrug im Jahre 1871 nur noch 234, stieg dann aber wieder bis 1939 auf 321.
Bis 1945 bildete Neuwasser mit den Gemeinden Böbbelin (heute polnisch: Bobolin), Büssow (Boryszewo), See Buckow (Bukowo Morskie), See Suckow (Żukowo Morskie) und Steinort (Gleźnowo) den Amtsbezirk Büssow im Landkreis Schlawe i. Pom. Letzter Gemeindebürgermeister war Franz Boje. Standesamtlich war Neuwasser mit Böbbelin, Büssow, See Buckow und Steinort zum Standesamt Büssow mit Sitz in See Buckow verbunden.
Gegen Ende des Zweiten Weltkriegs besetzte am 6. März 1945 die Rote Armee, von Westen kommend, die Nehrung mit Damkerort und Neuwasser. In Neuwasser verblieb bis 1948 eine Kommandantur der Roten Armee.
Erst 1948 wurde der Ort von den Sowjets unter polnische Verwaltung gestellt. Neuwasser erhielt den polnischen Ortsnamen Dąbki. Die einheimischen Dorfbewohner wurden vertrieben.

## Kirche

### Evangelische Kirche
In Neuwasser und Damkerort gehörten fast alle Einwohner zur evangelischen Kirche. Der Ort war mit den Dörfern Böbbelin, Büssow, Steinort und der (später nach Petershagen ausgepfarrten) Filialgemeinde Pirbstow in das Kirchspiel See Buckow (Bukowo Morskie) eingepfarrt. Das Gotteshaus der Menschen von Neuwasser war somit die Dorfkirche See Buckow. Das Kirchspiel gehörte zum Kirchenkreis Rügenwalde der Kirchenprovinz Pommern in der evangelischen Kirche der Altpreußischen Union.
Heute gehört der Ort zum Pfarramt Koszalin (Köslin) der Diözese Pommern-Großpolen der Evangelisch-Augsburgischen Kirche in Polen.

### Katholische Kirche
Die polnische katholische Kirche hat eine neue Kirche im Ort gebaut.

## Schule
Eine Schule bestand in Neuwasser bereits um 1780. Das Schulgebäude, in dem noch bis 1945 etwa 40 Kinder unterrichtet wurden, war um 1880 erbaut worden.
Damkerort verfügte über eine eigene Schule.

## Verkehr
Die Ortschaft ist an die Woiwodschaftsstraße Nr. 203 angeschlossen, die von Koszalin (Köslin) über Darłowo (Rügenwalde) nach Ustka (Stolpmünde) führt. Bis nach Darłowo sind es neun Kilometer, und die Kreisstadt Sławno (Schlawe) ist 29 Kilometer entfernt. Bahnstation ist Darłowo an der Strecke Darłowo–Sławno–Korzybie (Zollbrück).